# Briefmarken-Jahrgang 1953 der Deutschen Post der DDR
Der Briefmarken-Jahrgang 1953 der Deutschen Post der Deutschen Demokratischen Republik umfasste 33 einzelne Sondermarken und vier Briefmarkenblocks mit zusammen zwanzig Sondermarken. In diesem Jahr wurden 38 Dauermarken ausgegeben.
Der Michel-Katalog unterscheidet durch die mehrfache Ausgabe des gleichen Motivs 81 unterschiedliche Ausgaben.

## Besonderheiten

### Sondermarken
Zum 70. Todestag von Karl Marx wurden am Anfang des Jahres zehn Sondermarken ausgegeben. Die Motive wurden gegen Ende des Jahres in zwei Briefmarkenblocks noch einmal verwendet. Diese Blocks gab es in zwei Ausgaben: gezähnt und geschnitten. Alle Blocks hatten einen Ausgabepreis von 2,50 DM, damit gab es bei Block 8 einen Aufschlag von 1,05 DM und bei Block 9 einen von 80 Pfennig.
Unverkaufte Restbestände der beiden gezähnten Blockausgaben wurden postamtlich, zentral in Berlin beschnitten und ab 10. März 1955 zum Frankaturwert ohne Aufpreis verkauft.

### Dauermarken
In diesem Jahr begann die Ausgabe einer neuen Dauermarkenserie. Die ursprünglich geplante Ausgabe im Buchdruck wurde aufgrund von damaligen Produktionsengpässen erst gegen Ende des Jahres ausgegeben; im August erschienen die Motive im Offsetdruck.

## Liste der Ausgaben und Motive
Legende
- Bild: Eine bearbeitete Abbildung der genannten Marke. Das Verhältnis der Größe der Briefmarken zueinander ist in diesem Artikel annähernd maßstabsgerecht dargestellt. Sollten keine Marken abgebildet sein, liegt es daran, dass das Urheberrecht des Künstlers noch nicht erloschen ist.
- Beschreibung: Eine Kurzbeschreibung des Motivs und/oder des Ausgabegrundes. Bei ausgegebenen Serien oder Blocks werden die zusammengehörigen Beschreibungen mit einer Markierung versehen eingerückt.
- Wert: Der Frankaturwert der einzelnen Marke in Pfennig. Ein „+“ bedeutet, dass es sich um eine Zuschlagsmarke handelt (= Frankaturwert + Spende).
- Ausgabedatum: Das Datum des erstmaligen Verkaufs dieser Briefmarke.
- Gültig bis: Das Datum, an dem die Gültigkeit endete.
- Auflage: Soweit bekannt, wird hier die zum Verkauf angebotene Anzahl dieser Ausgabe angegeben.
- Entwurf: Soweit bekannt, wird hier angegeben, von wem der Entwurf dieser Marke stammt.
- Mi.-Nr.: Diese Briefmarke wird im Michel-Katalog unter der entsprechenden Nummer gelistet.

| Sondermarken | |      |                       |                   |            |                             |         |
| Bild         | Beschreibung | Wert | Ausgabe- datum (1953) | Gültig bis        | Auflage    | Entwurf                     | Mi.-Nr. |
|              | 70. Todestag von Karl Marx - Eisenhüttenkombinat Ost, Fahne mit Kopfbildern von Marx, Engels, Lenin und Stalin | 6    | 5. Mai                | 30. Juni 1955     | 10.000.000 | Theo Thomas und Kurt Eigler | 344     |
|              | - Kommunistisches Manifest; Marx und Engels | 10   | 5. Mai                | 30. Juni 1955     | 4.000.000  | Theo Thomas und Kurt Eigler | 345     |
|              | - Kreml in Moskau, Fahne mit Kopfbildern von Marx, Engels, Lenin und Stalin | 12   | 5. Mai                | 30. Juni 1955     | 10.000.000 | Theo Thomas und Kurt Eigler | 346     |
|              | - Demonstrationszug | 16   | 5. Mai                | 30. Juni 1955     | 5.000.000  | Theo Thomas und Kurt Eigler | 347     |
|              | - Karl Marx liest aus seinem Werk „Das Kapital“ | 20   | 14. März              | 30. Juni 1955     | 2.000.000  | Theo Thomas und Kurt Eigler | 348     |
|              | - Karl Marx, Philosoph und Nationalökonom | 24   | 14. März              | 30. Juni 1955     | 12.000.000 | Theo Thomas und Kurt Eigler | 349     |
|              | - Karl Marx am Rednerpult | 35   | 5. Mai                | 30. Juni 1955     | 4.000.000  | Theo Thomas und Kurt Eigler | 350     |
|              | - Karl Marx und Friedrich Engels | 48   | 5. Mai                | 30. Juni 1955     | 4.000.000  | Theo Thomas und Kurt Eigler | 351     |
|              | - Arbeiter, Fahne mit Kopfbildern von Marx, Engels, Lenin und Stalin | 60   | 5. Mai                | 30. Juni 1955     | 2.000.000  | Theo Thomas und Kurt Eigler | 352     |
|              | - Stalinallee, Karl-Marx-Medaillon | 84   | 14. März              | 30. Juni 1955     | 4.000.000  | Theo Thomas und Kurt Eigler | 353     |
|              | 85. Geburtstag von Maxim Gorki - Maxim Gorki, russischer Schriftsteller | 35   | 28. März              | 31. Dezember 1953 | 5.000.000  | Kurt Eigler                 | 354     |
|              | Internationale Radfernfahrt für den Frieden Prag – Berlin – Warschau - Radrennfahrer auf der Strecke | 24   | 2. Mai                | 31. Dezember 1953 | 4.000.000  | unbekannt                   | 355     |
|              | - Radrennfahrer auf der Strecke | 35   | 2. Mai                | 31. Dezember 1953 | 2.500.000  | unbekannt                   | 356     |
|              | - Radrennfahrer auf der Strecke | 60   | 2. Mai                | 31. Dezember 1953 | 2.500.000  | unbekannt                   | 357     |
|              | 700 Jahre Stadt Frankfurt a. d. Oder - Heinrich von Kleist, Dichter; dessen Geburtshaus, Kleisttheater | 16   | 6. Juli               | 31. Dezember 1953 | 2.500.000  | Erich Gruner                | 358     |
|              | - Marienkirche | 20   | 6. Juli               | 31. Dezember 1953 | 2.500.000  | Erich Gruner                | 359     |
|              | - Blick auf die Altstadt von der Löweninsel, Friedensglocke | 24   | 6. Juli               | 31. Dezember 1953 | 2.500.000  | Erich Gruner                | 360     |
|              | - Rathaus, Stadtwappen | 35   | 6. Juli               | 31. Dezember 1953 | 2.500.000  | Erich Gruner                | 361     |
|              | Leipziger Herbstmesse - Messegelände, Bagger | 24   | 29. August            | 30. Juni 1955     | 3.000.000  | Erich Gruner                | 380     |
|              | - Messegelände, Kartoffelrodemaschine | 35   | 29. August            | 30. Juni 1955     | 1.500.000  | Erich Gruner                | 381     |
|              | 200. Todestag berühmter deutscher Baumeister - Georg Wenzeslaus von Knobelsdorff, Staatsoper Berlin | 24   | 16. September         | 30. Juni 1955     | 2.000.000  | Kurt Eigler                 | 382     |
|              | - Balthasar Neumann, Residenz Würzburg | 35   | 16. September         | 30. Juni 1955     | 1.200.000  | Kurt Eigler                 | 383     |
|              | 400. Todestag von Lucas Cranach dem Älteren - Lucas Cranach der Ältere, Maler und Zeichner | 24   | 16. Oktober           | 30. Juni 1955     | 2.000.000  | Kurt Eigler                 | 384     |
|              | Ein Jahr Deutsches Rotes Kreuz in der DDR - Erste-Hilfe-Leistung im Sanitätsraum eines Industriebetriebes | 24   | 23. Oktober           | 30. Juni 1955     | 5.000.000  | Kurt Eigler                 | 385     |
|              | Karl-Marx-Jahr 1953 (Briefmarkenblock 8 A) Diese und die folgenden fünf Marken wurden zusammen als Briefmarkenblock ausgegeben: Die einzelnen Motive dieses Blocks unterscheiden sich nicht von den Michel-Nummern 344, 346, 348, 349, 350 und 351. Der Block wurde mit einem Aufschlag zum Gesamtpreis von 2,50 DM ausgegeben. - Eisenhüttenkombinat Ost, Fahne mit Kopfbildern von Marx, Engels, Lenin und Stalin               | 6    | 10. Dezember          | 30. Juni 1955     | 300.000    | Kurt Eigler                 | 386 A   |
|              | - Kreml in Moskau, Fahne mit Kopfbildern von Marx, Engels, Lenin und Stalin | 12   | 10. Dezember          | 30. Juni 1955     | 300.000    | Kurt Eigler                 | 387 A   |
|              | - Karl Marx liest aus seinem Werk „Das Kapital“ | 20   | 10. Dezember          | 30. Juni 1955     | 300.000    | Kurt Eigler                 | 388 A   |
|              | - Karl Marx, Philosoph und Nationalökonom | 24   | 10. Dezember          | 30. Juni 1955     | 300.000    | Kurt Eigler                 | 389 A   |
|              | - Karl Marx am Rednerpult | 35   | 10. Dezember          | 30. Juni 1955     | 300.000    | Kurt Eigler                 | 390 A   |
|              | - Karl Marx und Friedrich Engels | 48   | 10. Dezember          | 30. Juni 1955     | 300.000    | Kurt Eigler                 | 391 A   |
|              | Karl-Marx-Jahr 1953 (Briefmarkenblock 8 B) Diese und die folgenden fünf Marken wurden zusammen als geschnittener Briefmarkenblock ausgegeben: Die einzelnen Motive dieses Blocks unterscheiden sich nicht von den Michel-Nummern 344, 346, 348, 349, 350 und 351. Der Block wurde mit einem Aufschlag zum Gesamtpreis von 2,50 DM ausgegeben. - Eisenhüttenkombinat Ost, Fahne mit Kopfbildern von Marx, Engels, Lenin und Stalin | 6    | 24. Oktober           | 30. Juni 1955     | 300.000    | Kurt Eigler                 | 386 B   |
|              | - Kreml in Moskau, Fahne mit Kopfbildern von Marx, Engels, Lenin und Stalin | 12   | 24. Oktober           | 30. Juni 1955     | 300.000    | Kurt Eigler                 | 387 B   |
|              | - Karl Marx liest aus seinem Werk „Das Kapital“ | 20   | 24. Oktober           | 30. Juni 1955     | 300.000    | Kurt Eigler                 | 388 B   |
|              | - Karl Marx, Philosoph und Nationalökonom | 24   | 24. Oktober           | 30. Juni 1955     | 300.000    | Kurt Eigler                 | 389 B   |
|              | - Karl Marx am Rednerpult | 35   | 24. Oktober           | 30. Juni 1955     | 300.000    | Kurt Eigler                 | 390 B   |
|              | - Karl Marx und Friedrich Engels | 48   | 24. Oktober           | 30. Juni 1955     | 300.000    | Kurt Eigler                 | 391 B   |
|              | Karl-Marx-Jahr 1953 (Briefmarkenblock 9 A) Diese und die folgenden drei Marken wurden zusammen als Briefmarkenblock ausgegeben: Die einzelnen Motive dieses Blocks unterscheiden sich nicht von den Michel-Nummern 345, 347, 352, 353. Der Block wurde mit einem Aufschlag zum Gesamtpreis von 2,50 DM ausgegeben. - „Kommunistisches Manifest“, Marx und Engels                                                                  | 10   | 10. Dezember          | 30. Juni 1955     | 300.000    | Kurt Eigler                 | 392 A   |
|              | - Demonstrationszug | 16   | 10. Dezember          | 30. Juni 1955     | 300.000    | Kurt Eigler                 | 393 A   |
|              | - Arbeiter, Fahne mit Kopfbildern von Marx, Engels, Lenin und Stalin | 60   | 10. Dezember          | 30. Juni 1955     | 300.000    | Kurt Eigler                 | 394 A   |
|              | - Stalinallee, Karl-Marx-Medaillon | 84   | 10. Dezember          | 30. Juni 1955     | 300.000    | Kurt Eigler                 | 395 A   |
|              | Karl-Marx-Jahr 1953 (Briefmarkenblock 9 B) Diese und die folgenden drei Marken wurden zusammen als geschnittener Briefmarkenblock ausgegeben: Die einzelnen Motive dieses Blocks unterscheiden sich nicht von den Michel-Nummern 345, 347, 352, 353. Der Block wurde mit einem Aufschlag zum Gesamtpreis von 2,50 DM ausgegeben. - „Kommunistisches Manifest“, Marx und Engels                                                    | 10   | 24. Oktober           | 30. Juni 1955     | 300.000    | Kurt Eigler                 | 392 B   |
|              | - Demonstrationszug | 16   | 24. Oktober           | 30. Juni 1955     | 300.000    | Kurt Eigler                 | 393 B   |
|              | - Arbeiter, Fahne mit Kopfbildern von Marx, Engels, Lenin und Stalin | 60   | 24. Oktober           | 30. Juni 1955     | 300.000    | Kurt Eigler                 | 394 B   |
|              | - Stalinallee, Karl-Marx-Medaillon | 84   | 24. Oktober           | 30. Juni 1955     | 300.000    | Kurt Eigler                 | 395 B   |
|              | Tag der Briefmarke Landzusteller mit Fahrrad übergibt Postsendung | 24   | 25. Oktober           | 30. Juni 1955     | 2.000.000  | Erich Gruner                | 396     |
|              | 75 Jahre Leipziger Zoo Löwenpaar | 24   | 2. November           | 30. Juni 1955     | 2.300.000  | Erich Gruner                | 397     |
|              | Deutsche Patrioten - Thomas Müntzer, Theologe und Revolutionär, Anführer im Bauernkrieg in Thüringen; kämpfende Bauern mit Bundschuhflagge | 12   | 9. November           | 30. Juni 1955     | 2.100.000  | Bruno Bade und Kurt Eigler  | 398 X   |
|              | - Heinrich Friedrich Karl vom und zum Stein, preußischer Staatsmann; Pergamentrolle mit von ihm herbeigeführten Reformen | 16   | 30. November          | 30. Juni 1955     | 2.100.000  | Bruno Bade und Kurt Eigler  | 399 X   |
|              | - Ferdinand von Schill, preußischer Offizier und Freiheitskämpfer; angreifende Husaren | 20   | 9. November           | 30. Juni 1955     | 2.100.000  | Bruno Bade und Kurt Eigler  | 400 X   |
|              | - Gebhard Leberecht von Blücher, preußischer Generalfeldmarschall und Heerführer der Befreiungskriege; Angriff preußischer und russischer Truppen | 24   | 9. November           | 30. Juni 1955     | 2.100.000  | Bruno Bade und Kurt Eigler  | 401 X   |
|              | - Studentendemonstration auf der Wartburg 1817 | 35   | 30. November          | 30. Juni 1955     | 1.300.000  | Bruno Bade und Kurt Eigler  | 402 X   |
|              | - Barrikadenkämpfe während der Revolution von 1848/49 | 48   | 30. November          | 30. Juni 1955     | 1.300.000  | Bruno Bade und Kurt Eigler  | 403 X   |
|              | 125. Todestag von Franz Schubert Franz Schubert, österreichischer Komponist | 48   | 13. November          | 30. Juni 1955     | 1.300.000  | Kurt Eigler                 | 404     |
| Dauermarken  | |      |                       |                   |            |                             |         |
| Bild         | Beschreibung | Wert | Ausgabe- datum (1953) | Gültig bis        | Auflage    | Entwurf                     | Mi.-Nr. |
|              | Dauermarkenserie: Präsident Wilhelm Pieck (III) - Wilhelm Pieck, erster Präsident der DDR | 1 DM | 2. Februar            | unbekannt         | unbekannt  | Kurt Eigler                 | 342     |
|              | - Wilhelm Pieck, erster Präsident der DDR | 2 DM | 3. Januar             | unbekannt         | unbekannt  | Kurt Eigler                 | 343     |
|              | Dauermarkenserie: Fünfjahrplan (I) Ausgabe im Offsetdruck - Steinkohlenhauer | 1    | 10. August            | 31. März 1959     | unbekannt  | Erich Gruner                | 362     |
|              | - Frau am Schaltrad | 5    | 10. August            | 31. Dezember 1962 | unbekannt  | Erich Gruner                | 363     |
|              | - Arbeiter aus Ost und West reichen sich die Hände | 6    | 10. August            | 31. März 1959     | unbekannt  | Erich Gruner                | 364     |
|              | - Lernende Jugend, dahinter Bild von Karl Marx | 8    | 10. August            | 31. März 1959     | unbekannt  | Erich Gruner                | 365     |
|              | - Arbeiter tauschen Erfahrungen aus | 10   | 10. August            | 31. Dezember 1962 | unbekannt  | Erich Gruner                | 366     |
|              | - Bauer, Handwerker, Intellektueller | 12   | 10. August            | 31. März 1959     | unbekannt  | Erich Gruner                | 367     |
|              | - Frau am Fernschreiber | 15   | 10. August            | 31. Dezember 1962 | unbekannt  | Erich Gruner                | 368     |
|              | - Stahlschmelzer, Hüttenwerk | 16   | 10. August            | 31. März 1959     | unbekannt  | Erich Gruner                | 369     |
|              | - Werktätige vor Kurhaus Bad Elster | 20   | 10. August            | 31. Dezember 1962 | unbekannt  | Erich Gruner                | 370     |
|              | Dauermarkenserie: Fünfjahrplan (I) - Karl-Marx-Allee (Stalinallee), Berlin | 24   | 21. November          | 31. März 1959     | unbekannt  | Erich Gruner                | 371     |
|              | - Arbeiter bei der Rekonstruktion einer Dampflokomotive BR 52 | 25   | 10. August            | 31. Dezember 1962 | unbekannt  | Erich Gruner                | 372     |
|              | - Volkstanzgruppe | 30   | 10. August            | 31. Dezember 1962 | unbekannt  | Erich Gruner                | 373     |
|              | - ehemalige Deutsche Sporthalle in der Karl-Marx-Allee (Stalinallee), Berlin | 35   | 10. August            | 31. März 1959     | unbekannt  | Erich Gruner                | 374     |
|              | - Chemiker, Chemiewerk | 40   | 10. August            | 31. Dezember 1962 | unbekannt  | Erich Gruner                | 375     |
|              | - Zwinger, Dresden | 48   | 10. August            | 31. März 1959     | unbekannt  | Erich Gruner                | 376     |
|              | - Hochseeschiff auf Stapel | 60   | 10. August            | 31. März 1959     | unbekannt  | Erich Gruner                | 377     |
|              | - Mähdrescher | 80   | 10. August            | 31. Dezember 1962 | unbekannt  | Erich Gruner                | 378     |
|              | - Familie, Hochhaus an der Weberwiese, Berlin | 84   | 10. August            | 31. März 1959     | unbekannt  | Erich Gruner                | 379     |
|              | Dauermarkenserie: Fünfjahrplan (II) Ausgabe im Buchdruck - Steinkohlenhauer | 1    | 21. November          | 31. März 1959     | unbekannt  | Erich Gruner                | 405     |
|              | - Frau am Schaltrad | 5    | 28. Dezember          | 31. Dezember 1962 | unbekannt  | Erich Gruner                | 406     |
|              | - Arbeiter aus Ost und West reichen sich die Hände | 6    | 21. November          | 31. März 1959     | unbekannt  | Erich Gruner                | 407     |
|              | - Lernende Jugend, dahinter Bild von Karl Marx | 8    | 28. Dezember          | 31. März 1959     | unbekannt  | Erich Gruner                | 408     |
|              | - Arbeiter tauschen Erfahrungen aus | 10   | 21. November          | 31. Dezember 1962 | unbekannt  | Erich Gruner                | 409     |
|              | - Bauer, Handwerker, Intellektueller | 12   | 21. November          | 31. März 1959     | unbekannt  | Erich Gruner                | 410     |
|              | - Stahlschmelzer, Hüttenwerk | 16   | 21. November          | 31. März 1959     | unbekannt  | Erich Gruner                | 412     |
|              | - Karl-Marx-Allee (Stalinallee), Berlin | 24   | 28. Dezember          | 31. März 1959     | unbekannt  | Erich Gruner                | 414     |
|              | - Arbeiter bei der Rekonstruktion einer Dampflokomotive BR 52 | 25   | 21. November          | 31. Dezember 1962 | unbekannt  | Erich Gruner                | 415     |
|              | - Volkstanzgruppe | 30   | 21. November          | 31. Dezember 1962 | unbekannt  | Erich Gruner                | 416     |
|              | - ehemalige Deutsche Sporthalle in der Karl-Marx-Allee (Stalinallee), Berlin | 35   | 21. November          | 31. März 1959     | unbekannt  | Erich Gruner                | 417     |
|              | - Zwinger, Dresden | 48   | 28. Dezember          | 31. März 1959     | unbekannt  | Erich Gruner                | 419     |
|              | - Hochseeschiff auf Stapel | 60   | 21. November          | 31. März 1959     | unbekannt  | Erich Gruner                | 420     |
|              | - Mähdrescher | 80   | 21. November          | 31. Dezember 1962 | unbekannt  | Erich Gruner                | 421     |
|              | - Familie, Hochhaus an der Weberwiese, Berlin | 84   | 28. Dezember          | 31. März 1959     | unbekannt  | Erich Gruner                | 422     |